# Nobody's Perfect (canção de Jessie J)
"Nobody's Perfect" é uma canção da cantora Jessie J, gravada para o seu álbum de estreia, Who You Are. Foi escrita por Jessica Cornish e Claude Kelly, e produzida por Andre Brissett. A sua gravação decorreu em 2010 no estúdio Santisound Studios na Califórnia. Serve como terceiro single de promoção do disco, com data de lançamento a 29 de Maio de 2011 no Reino Unido. Começou a ser reproduzida nas rádios britânicas a 20 de Abril de 2011.

## Desnvolvimento
"Nobody's Perfect"é uma canção mid-tempo escrito por Jessie J, Andre Brissette Claude Kelly.Em 15 de Abril de 2011, durante uma entrevista com o Digital Spy, Jessie revelou que "Nobody's Perfect" será o seguinte terceiro single do álbum "Price Tag" com o B.o.B (2011) e "Do It Like a Dude"(2010). Ela descreveu "Nobody's Perfect", como uma das suas canções favoritas do álbum. A MTV informou que o single, até agora, só confirmado para lançamento no Reino Unido. Durante uma entrevista com o The Sun, Jessie disse: 
"É uma das canções mais honesta e cruas do álbum... Toda vez que eu canto eu revivo o momento em que eu a escrevi. Eu acho que é importante expor suas falhas na música, assim como seus pontos positivos. Como ela diz, ninguém é perfeito. Eu definitivamente não sou!"
 Foi adicionado ao Reino Unido rádios em 20 de abril de 2011.

## Recepção da crítica
A canção foi geralmente misturado recebido pelos críticos de música, que elogiou o desempenho de Jessie vocais, descrevendo a canção "impressionante, refrescante som real com um otimista, animadora de carga, apresentando linhas de camadas através uns dos outros ao ponto do exagero." Alguns negativamente descrito que, enquanto Jessie é actualmente a cantora mais promissores do Reino Unido para prosseguir uma carreira internacional, essa música pode ser o seu ponto mais fraco e que "não entregar totalmente e fica aquém do exageros prometido."

## Vídeo musical

### Desenvolvimento
O clipe foi filmado em formato technicolor na Bulgária em 24 de março de 2011 e foi dirigido por Emil Nava. A videoclipe estreou em 14 de abril de 2011 através do canal de Jessie Vevo. O vídeo é inspirado na obra clássica de Lewis Carroll, Alice no País das Maravilhas

### Conceito
J senta em uma mesa de banquete similar a festa do chá Chapeleiro Louco. Ela é mostrada em um corredor que quer dá uma semelhança de perseguição do Scooby-Doo, ou para das salão curioso no primeiro capítulo de Alice no País das Maravilhas. Cornish também rola no piche e aparece vestida como das Libertas deusa romana, que é mais conhecida como a figura feminina vestida de Estátua da Liberdade, o que poderia ser interpredo como dualismo preto-e-branco.

## Desempenho nas tabelas musicais

### Posições
| Tabelas musicais (2011)                 | Melhores posições |
| --------------------------------------- | ----------------- |
| Escócia - Scottish Singles Chart        | 9                 |
| Irlanda - IRMA                          | 14                |
| Reino Unido - UK Singles Chart          | 9                 |
| Coreia do Sul - South Korean Gaon Chart | 1                 |

## Histórico de lançamento
| País        | Data                | Formato           | Editora discográfica |
| ----------- | ------------------- | ----------------- | -------------------- |
| Reino Unido | 20 de Abril de 2011 | Rádio BBC Radio 1 | Lava                 |
| Reino Unido | 29 de Maio de 2011  | -                 | Lava                 |